# Oscinella grandissima
Oscinella grandissima är en tvåvingeart som beskrevs av Curtis W. Sabrosky 1940. Oscinella grandissima ingår i släktet Oscinella och familjen fritflugor.
Artens utbredningsområde är New Mexico. Inga underarter finns listade i Catalogue of Life.